# Rhinolophus coelophyllus
Rhinolophus coelophyllus là một loài động vật có vú trong họ Dơi lá mũi, bộ Dơi. Loài này được Peters mô tả năm 1866.